# Ахманов Михайло
Михайло Ахманов (рос. Михаил Ахманов), справжнє ім'я Михайло Сергійович Нахмансон (рос. Михаил Сергеевич Нахмансон, 29 травня 1945, Ленінград — 10 січня 2019, Санкт-Петербург) — російський письменник-фантаст, перекладач фантастики, вчений-фізик та автор науково-популярної літератури, переважно присвяченій цукровому діабету. Лауреат премії імені Олександра Бєляєва за 2002 рік як перекладач.

## Біографія
Михайло Нахмансон народився у Ленінграді в сім'ї військового лікаря єврейського походження. У дитинстві сім'я часто змінювала місце проживання, і майбутній письменник у шкільному віці вчився аж у десяти школах, що не завадило йому закінчити школу в Смоленську із золотою медаллю. Михайла Нахмансона в шкільні роки особливо цікавили фізика, математика, а також літератра. Вже з дитинства майбутній письменник полюбив пригодницькі книжки, і вже у 18 років написав свій перший роман «Півню не кричати на зорі», який, утім, так і не був опублікований. Після закінчення школи Нахмансон навчався на фізичному факультеті Ленінградського університету, після закінчення якого навчався в аспірантурі на цьому ж факультеті, та захистив кандидатську дисертацію в 1971 році. Проте після захисту дисертації у зв'язку з його єврейським походженням Михайло Нахмансон не міг влаштуватися в жодній науковій установі Ленінграда за спеціальністю, зумівши знайти роботу лише в конструкторському бюро рентгенівської апаратури. У цій установі, яка за кілька років реорганізвана в Інститут наукового приладобудування, він пропрацював більше 20 років, ставши спочатку завідувачем лабораторії інституту, а пізніше й керівником окремого новоствореного наукового підприємства «Комп'ютерна фізика». У цій організації Михайло Нахмансон працював до 1998 року, після чого став професійним літератором.
Помер Михайло Ахманов (Нахмансон) 10 січня в Санкт-Петербурзі, причина смерті літератора не названа.

## Літературна творчість
Літературну творчість Михайло Нахмансон розпочав дещо випадково, після того, як його син, що навчався в спеціалізованій англомовній школі, приніс батькові твори в оригіналі на англійській мові романи Стерлінга Ланьє «Подорож Єро» і Філіпа Хосе Фармера «Казковий корабель», зазначивши, що батькові не вдасться прочитати їх у оригіналі. Проте Нахмансону-старшому вдалось не лише прочитати їх, а й перекласти на російську мову. Після цього він розпочав перекладацьку діяльність, першим його офіційним перекладом стала повість Альфреда ван Вогта «Втрати: п'ятдесят сонць». Надалі Михайло Нахмансон перекладав інші твори Ланьє та Фармера, а також твори Енн Маккефрі та Едварда Елмера Сміта. У цей час він розпочав перекладати літературну серію Джеффрі Лорда «Пригоди Ричарда Блейда», яка складється приблизно з 30 творів, проте замовникам вдалось знайти лише 6 з них, і перекладачу запропонували доповнити цю серію самостійно. Михайло Нахмансон погодився, і написав ще кілька оригінальних романів цієї серії під псевдонімом Дж. Лерд, які й стали його першими опублікованими літературними творами. Надалі Нахмансон доповнював російською мовою серію творів про Конана-варвара під псевдонімом Майкл Менсон. Паралельно він розпочав писати й твори з самостійно розробленим сюжетом, як фантастичні, так і історичні. Першою його книгою з оригінальним сюжетом став роман «Криваве око Сарпедіона», який вийшов друком в 1993 році під справжнім іменем автора, пізніші твори вже написані під його основним псевдонімом «Михайло Ахманов». Твори Ахманова написані у різноманітній фантастичній тематиці, та включають у себе як твори з альтернативної історії (зокрема «Ассирійські танки у воріт Мемфіса», «Вікно в Європу»), так і твори класичної наукової фантастики та фентезі, які входять у низку циклів творів письменника (зокрема «Двеллери», «Хроніки Дженнака», «Дік Саймон», «Ті, що прийшли з мороку»). Також письменник написав спільний твір разом із британським письменником Крісом Гілмором «Капітан Френч, або Пошуки раю», та продовження серії творів Гаррі Гаррісона «Світ смерті». Відомим Михайло Ахманов також своїми науково-популярними книгами про цукровий діабет, частина з яких написана у співавторстві з петербурзьким лікарем-ендокринологом Хаврою Астаміровою.

## Нагороди та премії
У 2002 році Михайло Ахманов отримав премію імені Олександра Бєляєва як перекладач.

## Вибрана бібліографія

### Цикл «Двеллери»
- Скифы пируют на закате (1996)
- Странник, пришедший издалека (1996)

### Цикл «Хроніки Дженнака»
- Другая половина мира (1997)
- Пятая скрижаль (1997)
- Дженнак Неуязвимый (2010)
- Цена светлой крови (2011)

### Цикл «Дік Саймон»
- Тень Ветра (1998)
- Тень Земли (1999)

### Цикл «Ті, що прийшли з мороку»
- Вторжение (2005)
- Ответный удар (2005)
- Бойцы Данвейта (2005)
- Тёмные небеса (2006)
- Врата Галактики (2009)
- Миссия доброй воли (2011)

### Цикл «Івар Тревельян»
- Посланец небес (2005)
- Далёкий Сайкат (2006)
- Недостающее звено (2006)
- Меч над пропастью (2007)
- Консул Тревельян (2013)
- Защитник (2014)

### Цикл «Умовні часи»
- Ассирийские танки у врат Мемфиса (2008)
- Окно в Европу (2010)

### Науково-популярні твори
- 1998 — Настольная книга диабетика (Співавтор: Хавра Астамірова)
- 1999 — Диабет: стратегия выживания
- 2000 — Диабет в пожилом возрасте
- 2000 — Как поступить в американский университет и учиться в нем бесплатно
- 2002 — Вода, которую мы пьем
- 2002 — Сладкое без сахара
- 2003 — Большая энциклопедия диабетика (Співавтор: Хавра Астамірова)
- 2003 — Диабет — не приговор
- 2005 — Оглянись — пришельцы рядом!
- 2005 — Первая помощь диабетику (Співавтор: Хавра Астамірова)
- 2006 — Диабет: Последние новости
- 2007 — Жизнь с диабетом. Книга психологической поддержки
- 2008 — Биография и автобиография
- 2009 — Альтернативные методы лечения сахарного диабета. Правда и вымысел (Співавтор: Хавра Астамирова)
- 2010 — Диабет. Жизнь продолжается! Всё о вашем диабете
- 2012—220 рецептов для здоровья диабетика
- 2013 — Диабет. Всё под контролем
- 2014 — Литературный талант. Как написать бестселлер